# Dorossiamasso
Dorossiamasso est une commune rurale située dans le département de Satiri de la province du Houet dans la région des Hauts-Bassins au Burkina Faso.

## Géographie
Dorossiamasso est localisée à 8 km au sud-est de Satiri et à environ 40 km au nord-est de Bobo-Dioulasso.

## Économie
L'économie de la commune est en partie liée à la gare de Dorossiamasso sur la ligne d'Abidjan à Ouagadougou permettant des échanges commerciaux depuis Bobo-Dioulasso.

## Éducation et santé
Dorossiamasso accueille un centre de santé et de promotion sociale (CSPS).